# Рельєф Башкортостану

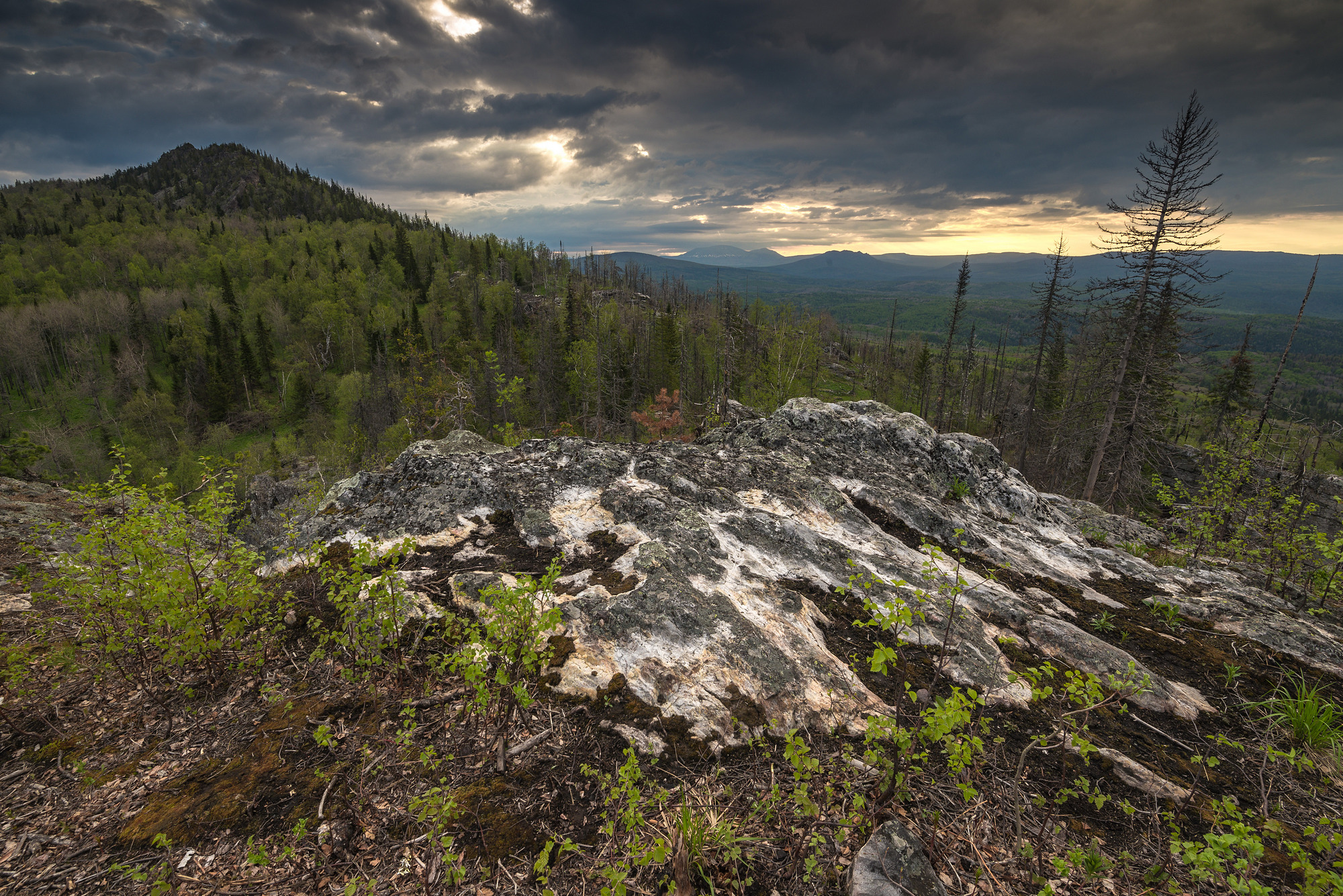

Рельєф Башкортостану достатньо різноманітний. Західний регіон республіки - рівнинний, зайнятий Східно-Європейської рівниною. Центральну частину займають хребти Південного Уралу, а схід Зауралля- піднесено-равнинний.

## Загальна характеристика
Республіка Башкортостан розташована переважно в межах Передуралля і Південного Уралу. 2/3 площі на заході і в центрі займають пологиі, горбисті рівнини і плато Передуралля - велика Прибельская рівнина на північному заході, Бугульминсько-белебеєвська піднесеність на заході, Уфимське плато на північному сході. У східній частині простягаються невисокі хребти Південного Уралу (Зільмердак, Уралтау, Ірендик і ін.)
Найвища точка Башкортостану - гора Ямантау (1640 м). Відомі також гори Куштан, Юрактау і Шахтау, які є останками древніх коралових рифів, які існували тут в Пермському періоді Палеозойської ери.
На крайньому сході, у вузькій смузі Зауралля, розвинений мілкосопочний рельєф. На півдні розташоване Зілаїрське плато. У Передураллі і на західних схилах Уралу широко розвинені карстові форми рельєфу - воронки, провалля, колодязі глибиною до 140 м (прірва Сумгаїт). Багато печер, найвідоміша -  Капова печера.

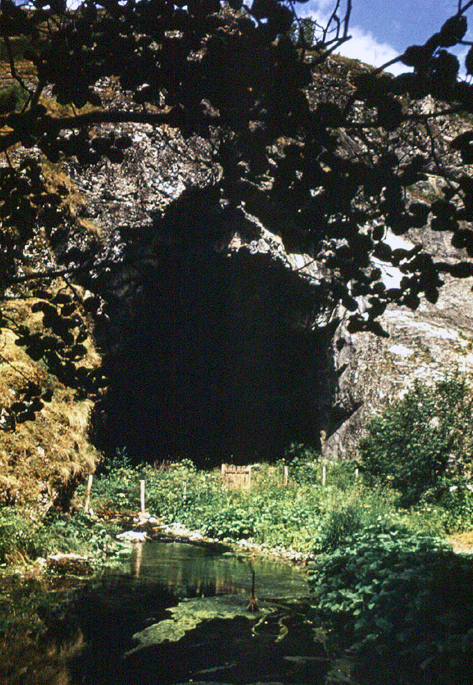
Капова печера

Капова печера - одна з найбільших карстових печер  схилі південного Уралу, пам'ятник природи, історії та культури.

## Формування рельєфу
Сучасний рельєф Башкортостану сформувався в результаті  довгох взаємодії внутрішніх і зовнішніх природних факторів. Серед внутрішніх факторів провідна роль належить рухам земної кори, переміщенням її в вертикальному і горизонтальному напрямках. Визначальне значення мають новітні вертикальні руху неогенового і четвертинного часу (останні 25 - 30 млн. років).
З ними пов'язано утворення і просторове розміщення основних рис рельєфу -  височин і рівнин, хребтів, міжгірських депресій, плоскогір'їя. Важливу геоморфологичну роль відіграють зовнішні сили (обертання Землі, сила тяжіння) і пов'язані з ними процеси, що відбуваються у водній, повітряній та біосферній оболонках Землі, зміни кліматичних умов та інше. Зростаючим геоморфологічним фактором також виступає діяльність  людини,  що призводить до утворення різноманітних антропогенних форм рельєфу.

## Гірська частина
Гірська частина територія Башкортостану за будовою рельєфу поділяється на північний і південний  райони. Кордон між ними проходить приблизно по широтному відрізку р. Білій. Ця територія  характеризується максимальною висотою гір на Південному Уралі. Тут знаходиться  розширення уральського гірського поясу (до 190 км), утворене поруч паралельно розташованих гірських ланцюгів меридіонального і субмеридіонального розташування.

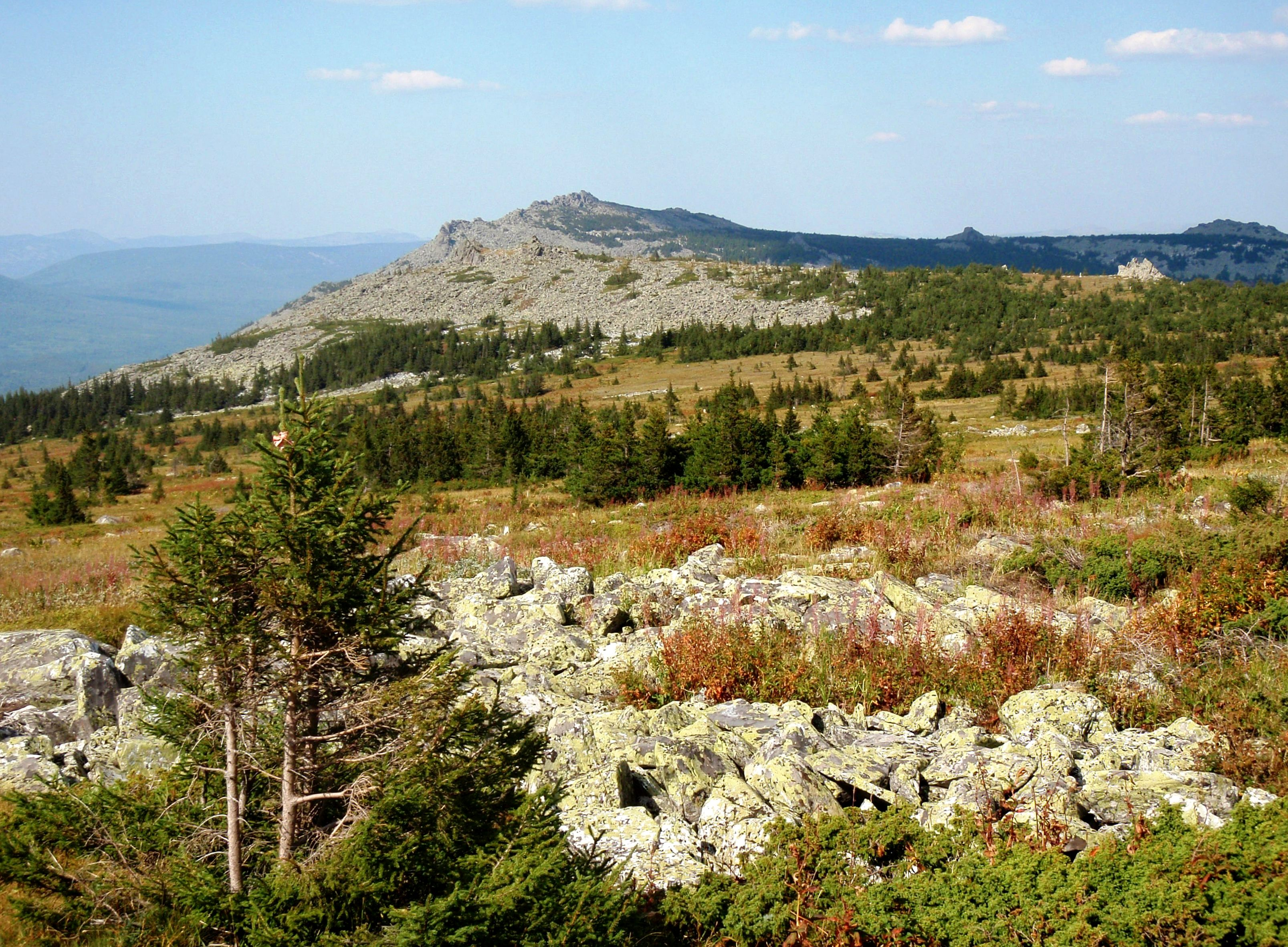
Іремель

На західному схилі Башкирського (Південного) Уралу розташований найбільші гірські масиви - Ямантау  та Іремель. Розташований на схід хребет Уралтау, займає більш низьке гіпсометричне становище (висота 700-900 м). Він є головним вододілом Південного Уралу між басейном річки  Білої та Уралу. Від Уралтау знаходиться останній гірський ланцюг Башкортостану, що складається з хребтів Ірендик, Криктитау і Куркак, з висотою 700-1000 м. над рівнем моря. Південна гірська територія Башкортостану, займає простір від широтного відрізка р. Білої до південного кордону республіки.